# Вришасена
Вришасена (санскр. वृषसेन, IAST: Vṛṣasena) — в индуистском эпосе Махабхарата — старший сын воина Карны и его жены Падмавати, подруги Бханумати. Вместе со своим отцом он сражался в войне на Курукшетре на стороне Кауравов и победил многих вражеских воинов. Вришасена был убит Арджуной.

## Участие в войне на Курукшетре
Во время войны на Курукшетре Карна не принимал участия в течение первых десяти дней из-за спора, который у него был с Бхишмой. После смерти Бхишмы на 10-й день войны Карна и его сыновья, включая Вришасену, присоединились к войне на 11-й день и сражались против Пандавов.

### 11-й день
На 11-й день войны Вришасена одолел Шатанику, сына Накулы, в единоборстве, а затем сразился с другими Упапандавами и победил всех.

### 14-й день
В ночь на 14-й день Вришасена вступил в единоборство с Друпадой, царем Панчалы, и победил его. После поражения Друпады он разбил его армию и заставил их отступить.

### 17-й день
На 17-й день войны Вришасена вступил в единоборство с Накулой и уничтожил его колесницу. После этого Накула сел на колесницу Бхимы, но Вришасена продолжал бить их обоих. Тогда Бхима попросил Арджуну убить Вришасену, и после ожесточённой битвы Арджуна убил его.